# Melanagromyza
Genre
Melanagromyza est un genre d'insectes diptères de la famille des Agromyzidae.

## Liste d'espèces
Selon Catalogue of Life (30 mai 2014) :
- Melanagromyza acaciae
- Melanagromyza achilleana
- Melanagromyza actaeae
- Melanagromyza adsurgenis
- Melanagromyza aenea
- Melanagromyza aeneoventris
- Melanagromyza aguilerai
- Melanagromyza alaskae
- Melanagromyza albihalterata
- Melanagromyza albisquama
- Melanagromyza albocilia
- Melanagromyza alternata
- Melanagromyza amaranthi
- Melanagromyza anceps
- Melanagromyza angelicae
- Melanagromyza angeliciphaga
- Melanagromyza angolae
- Melanagromyza annae
- Melanagromyza apii
- Melanagromyza appendiculata
- Melanagromyza approximata
- Melanagromyza aprilis
- Melanagromyza argentea
- Melanagromyza arnicarum
- Melanagromyza artemisiae
- Melanagromyza assamensis
- Melanagromyza asteracanthae
- Melanagromyza astragali
- Melanagromyza aurea
- Melanagromyza avicenniae
- Melanagromyza azawii
- Melanagromyza bahamensis
- Melanagromyza baiyerensis
- Melanagromyza ballardi
- Melanagromyza barbata
- Melanagromyza bidenticola
- Melanagromyza bidentis
- Melanagromyza biobioensis
- Melanagromyza biseriata
- Melanagromyza bispinosa
- Melanagromyza blanda
- Melanagromyza boehmeriae
- Melanagromyza bonavistae
- Melanagromyza boninensis
- Melanagromyza bryani
- Melanagromyza buccalis
- Melanagromyza bulbifrons
- Melanagromyza burgessi
- Melanagromyza caerulea
- Melanagromyza caeruleana
- Melanagromyza candidipennis
- Melanagromyza caracasensis
- Melanagromyza caucensis
- Melanagromyza chaerophylli
- Melanagromyza chalcosoma
- Melanagromyza chaptaliae
- Melanagromyza chenopodii
- Melanagromyza chillcotti
- Melanagromyza chillcottiana
- Melanagromyza chitariensis
- Melanagromyza cirsiophila
- Melanagromyza clavata
- Melanagromyza cleomae
- Melanagromyza colombiensis
- Melanagromyza compositana
- Melanagromyza compositoides
- Melanagromyza consuelta
- Melanagromyza consummata
- Melanagromyza cordiophoeta
- Melanagromyza corralensis
- Melanagromyza cotyledonus
- Melanagromyza crassocephali
- Melanagromyza crotalariae
- Melanagromyza crotalariana
- Melanagromyza crotonis
- Melanagromyza cunctanoides
- Melanagromyza cunctans
- Melanagromyza curiosa
- Melanagromyza curvibucca
- Melanagromyza cuscutae
- Melanagromyza cussoniae
- Melanagromyza cyrtanthi
- Melanagromyza cyrtorchidis
- Melanagromyza dakarensis
- Melanagromyza damnata
- Melanagromyza decapitata
- Melanagromyza declinata
- Melanagromyza delectabilis
- Melanagromyza dettmeri
- Melanagromyza devia
- Melanagromyza diantherae
- Melanagromyza difficilis
- Melanagromyza dipetala
- Melanagromyza dipodii
- Melanagromyza disparilis
- Melanagromyza distincta
- Melanagromyza dolabrata
- Melanagromyza dolichostigma
- Melanagromyza dominicana
- Melanagromyza drakensbergi
- Melanagromyza dubia
- Melanagromyza duplicata
- Melanagromyza elgonensis
- Melanagromyza elongata
- Melanagromyza eminula
- Melanagromyza epistomella
- Melanagromyza eravensis
- Melanagromyza erawanensis
- Melanagromyza erechtitidis
- Melanagromyza erigeronis
- Melanagromyza eriolepidis
- Melanagromyza erythrinae
- Melanagromyza eupatoriella
- Melanagromyza eupatorii
- Melanagromyza fabae
- Melanagromyza felis
- Melanagromyza ferulae
- Melanagromyza fijiana
- Melanagromyza fistula
- Melanagromyza flexuosa
- Melanagromyza floridensis
- Melanagromyza floris
- Melanagromyza foeniculi
- Melanagromyza frigida
- Melanagromyza frontata
- Melanagromyza funebris
- Melanagromyza fuscalis
- Melanagromyza galactoptera
- Melanagromyza galeolae
- Melanagromyza geminata
- Melanagromyza genata
- Melanagromyza generosa
- Melanagromyza gerberae
- Melanagromyza gerberivora
- Melanagromyza ghanensis
- Melanagromyza gibsoni
- Melanagromyza gnaphalii
- Melanagromyza gracilis
- Melanagromyza grandilunulosa
- Melanagromyza grata
- Melanagromyza gressitti
- Melanagromyza gynurae
- Melanagromyza halterella
- Melanagromyza hastata
- Melanagromyza heatoni
- Melanagromyza heliotropii
- Melanagromyza heracleana
- Melanagromyza hermani
- Melanagromyza hibisci
- Melanagromyza hicksi
- Melanagromyza humida
- Melanagromyza indica
- Melanagromyza indubita
- Melanagromyza inornata
- Melanagromyza insignita
- Melanagromyza insolita
- Melanagromyza inthanonensis
- Melanagromyza inulivora
- Melanagromyza ipomoeavora
- Melanagromyza kenyensis
- Melanagromyza koizumii
- Melanagromyza koreatica
- Melanagromyza lacustris
- Melanagromyza laetifica
- Melanagromyza lappae
- Melanagromyza lasiops
- Melanagromyza leonotidis
- Melanagromyza libratifera
- Melanagromyza limariensis
- Melanagromyza limata
- Melanagromyza limboi
- Melanagromyza lindneri
- Melanagromyza lini
- Melanagromyza livida
- Melanagromyza lividula
- Melanagromyza lomatii
- Melanagromyza longensis
- Melanagromyza longibucca
- Melanagromyza longiseta
- Melanagromyza lustralis
- Melanagromyza luthulii
- Melanagromyza malayensis
- Melanagromyza malevola
- Melanagromyza maligna
- Melanagromyza mallochi
- Melanagromyza marellii
- Melanagromyza marinensis
- Melanagromyza martini
- Melanagromyza matricarioides
- Melanagromyza mayi
- Melanagromyza melanderi
- Melanagromyza memoranda
- Melanagromyza meracula
- Melanagromyza metallica
- Melanagromyza miamensis
- Melanagromyza micans
- Melanagromyza michelbacheri
- Melanagromyza minima
- Melanagromyza minimoides
- Melanagromyza miranda
- Melanagromyza mirandensis
- Melanagromyza mixta
- Melanagromyza modesta
- Melanagromyza montana
- Melanagromyza muguensis
- Melanagromyza mugungae
- Melanagromyza multiformis
- Melanagromyza nairobensis
- Melanagromyza nartshukae
- Melanagromyza natalensis
- Melanagromyza neotropica
- Melanagromyza neutralis
- Melanagromyza nibletti
- Melanagromyza nicolaudis
- Melanagromyza nigrans
- Melanagromyza nigrimaculata
- Melanagromyza nigrissima
- Melanagromyza nobilis
- Melanagromyza normalis
- Melanagromyza nudifolii
- Melanagromyza obscura
- Melanagromyza obtusa
- Melanagromyza occidentalis
- Melanagromyza occulta
- Melanagromyza ocellaris
- Melanagromyza ocellata
- Melanagromyza ochrasquamata
- Melanagromyza oculata
- Melanagromyza olgae
- Melanagromyza oligophaga
- Melanagromyza ornatissima
- Melanagromyza osoflacensis
- Melanagromyza padmanabhi
- Melanagromyza palaensis
- Melanagromyza panacis
- Melanagromyza papuensis
- Melanagromyza parvida
- Melanagromyza parvisetula
- Melanagromyza pasiae
- Melanagromyza pasiensis
- Melanagromyza peremnis
- Melanagromyza perinetensis
- Melanagromyza phaseolivora
- Melanagromyza piliseta
- Melanagromyza placata
- Melanagromyza polemonii
- Melanagromyza polymniae
- Melanagromyza praeclara
- Melanagromyza praesignis
- Melanagromyza principennis
- Melanagromyza proboscidata
- Melanagromyza proboscidella
- Melanagromyza proclinata
- Melanagromyza prodigiosa
- Melanagromyza provecta
- Melanagromyza pseudograta
- Melanagromyza pseudolappae
- Melanagromyza pseudometallica
- Melanagromyza pseudoplacata
- Melanagromyza pubescens
- Melanagromyza pubescentis
- Melanagromyza pubiseta
- Melanagromyza pulverulenta
- Melanagromyza purpurea
- Melanagromyza purpureana
- Melanagromyza quadrisetosa
- Melanagromyza ranibaghae
- Melanagromyza regalis
- Melanagromyza remota
- Melanagromyza ricini
- Melanagromyza riparella
- Melanagromyza rohdendorfi
- Melanagromyza rosales
- Melanagromyza ruandae
- Melanagromyza ruelliae
- Melanagromyza rutshurensis
- Melanagromyza sagehenensis
- Melanagromyza samogitica
- Melanagromyza sanctijohanni
- Melanagromyza sativae
- Melanagromyza sauteri
- Melanagromyza schlingeri
- Melanagromyza scottburghensis
- Melanagromyza scrophulariae
- Melanagromyza seneciocaulis
- Melanagromyza senecionella
- Melanagromyza seneciophila
- Melanagromyza sensoriata
- Melanagromyza setifera
- Melanagromyza setifrons
- Melanagromyza setulana
- Melanagromyza setulifera
- Melanagromyza shewelli
- Melanagromyza shirakii
- Melanagromyza siciliensis
- Melanagromyza simmondsi
- Melanagromyza socolena
- Melanagromyza sojae
- Melanagromyza solanidis
- Melanagromyza specifica
- Melanagromyza spenceri
- Melanagromyza spenceriana
- Melanagromyza spilanthis
- Melanagromyza spinulosa
- Melanagromyza splendida
- Melanagromyza sporoboli
- Melanagromyza spungaberensis
- Melanagromyza squamifera
- Melanagromyza strictiva
- Melanagromyza stuckenbergi
- Melanagromyza subfusca
- Melanagromyza submetallescens
- Melanagromyza suborbitalis
- Melanagromyza subpubescens
- Melanagromyza subvirens
- Melanagromyza superciliata
- Melanagromyza surdasi
- Melanagromyza surrufa
- Melanagromyza suyangsanica
- Melanagromyza symphyti
- Melanagromyza tajicola
- Melanagromyza tamia
- Melanagromyza tamsi
- Melanagromyza tarapacensis
- Melanagromyza tempestiva
- Melanagromyza tetrae
- Melanagromyza tetrica
- Melanagromyza thunbergiae
- Melanagromyza trepida
- Melanagromyza trifilis
- Melanagromyza tripolii
- Melanagromyza trispina
- Melanagromyza trispinella
- Melanagromyza trispinosa
- Melanagromyza tschirnhausi
- Melanagromyza turbida
- Melanagromyza ultima
- Melanagromyza urticella
- Melanagromyza urticivora
- Melanagromyza ustulata
- Melanagromyza vasquezi
- Melanagromyza vectabilis
- Melanagromyza verbasci
- Melanagromyza verbenae
- Melanagromyza verbesinae
- Melanagromyza verdata
- Melanagromyza verdescens
- Melanagromyza vernoniae
- Melanagromyza vernoniana
- Melanagromyza veroniae
- Melanagromyza veroniana
- Melanagromyza viciae
- Melanagromyza vicunensis
- Melanagromyza vignalis
- Melanagromyza virens
- Melanagromyza virginiensis
- Melanagromyza viridis
- Melanagromyza viridissima
- Melanagromyza volubilis
- Melanagromyza vulgata
- Melanagromyza walleyi
- Melanagromyza wedeliae
- Melanagromyza wedeliaphoeta
- Melanagromyza wulfi
- Melanagromyza yodai
- Melanagromyza zlobini
- Melanagromyza zomandoae

Selon ITIS (30 mai 2014) :
- Melanagromyza achilleana Sehgal, 1971
- Melanagromyza actaeae Sehgal, 1971
- Melanagromyza alaskae Spencer, 1969
- Melanagromyza angelicae (Frost, 1934)
- Melanagromyza bidenticola Sehgal, 1971
- Melanagromyza bidentis Spencer, 1966
- Melanagromyza buccalis Spencer, 1969
- Melanagromyza burgessi (Malloch, 1913)
- Melanagromyza caerulea (Malloch, 1913)
- Melanagromyza caribbea Spencer, 1973
- Melanagromyza chaptaliae Spencer, 1966
- Melanagromyza chillcotti Spencer, 1986
- Melanagromyza chillcottiana Spencer, 1986
- Melanagromyza cirsiophila Spencer, 1981
- Melanagromyza corralensis Spencer, 1981
- Melanagromyza diantherae (Malloch, 1921)
- Melanagromyza erechtitidis Spencer, 1966
- Melanagromyza floridensis Spencer, 1963
- Melanagromyza floris Spencer, 1963
- Melanagromyza gibsoni (Malloch, 1915)
- Melanagromyza gnaphalii Spencer, 1981
- Melanagromyza heliotropii Spencer, 1973
- Melanagromyza hicksi Steyskal, 1981
- Melanagromyza inornata Spencer, 1969
- Melanagromyza laetifica Spencer, 1969
- Melanagromyza lomatii Steyskal, 1981
- Melanagromyza longensis Spencer, 1986
- Melanagromyza malevola Spencer, 1981
- Melanagromyza maligna Spencer, 1981
- Melanagromyza marellii (Brethes, 1920)
- Melanagromyza marinensis Spencer, 1981
- Melanagromyza martini Spencer, 1969
- Melanagromyza matricarioides Spencer, 1969
- Melanagromyza miamensis Spencer, 1973
- Melanagromyza minima (Malloch, 1913)
- Melanagromyza minimoides Spencer, 1966
- Melanagromyza miranda Spencer, 1969
- Melanagromyza modesta Spencer, 1969
- Melanagromyza mugensis (Spencer, 1981)
- Melanagromyza occidentalis Spencer, 1969
- Melanagromyza osoflacensis Spencer, 1981
- Melanagromyza palaensis Spencer, 1981
- Melanagromyza panacis Steyskal, 1981
- Melanagromyza proboscidata Spencer, 1986
- Melanagromyza quadrisetosa Spencer, 1981
- Melanagromyza radicicola (Steyskal, 1981)
- Melanagromyza riparella (Hendel, 1923)
- Melanagromyza ruelliae Spencer, 1966
- Melanagromyza sagehenensis Spencer, 1981
- Melanagromyza scrophulariae Spencer, 1981
- Melanagromyza setifrons (Melander, 1913)
- Melanagromyza shewelli (Spencer, 1969)
- Melanagromyza splendida Frick, 1953
- Melanagromyza subvirens (Malloch, 1915)
- Melanagromyza tamia (Melander, 1913)
- Melanagromyza tetrica Spencer, 1969
- Melanagromyza trispinella Spencer, 1981
- Melanagromyza trispinosa Spencer, 1981
- Melanagromyza ultima Spencer, 1986
- Melanagromyza urticella Spencer, 1981
- Melanagromyza vectabilis Spencer, 1973
- Melanagromyza verbesinae Spencer, 1986
- Melanagromyza vernoniae Steyskal, 1981
- Melanagromyza vernoniana Steyskal, 1981
- Melanagromyza virens (Loew, 1869)
- Melanagromyza virginiensis Spencer, 1986
- Melanagromyza viridis (Frost, 1931)
- Melanagromyza walleyi Spencer, 1986
- Melanagromyza wedeliae Spencer, 1973

Selon NCBI (30 mai 2014) :
- Melanagromyza chalcosoma
- Melanagromyza cleomae
- Melanagromyza minimoides
- Melanagromyza obtusa
- Melanagromyza virens

Selon Paleobiology Database (30 mai 2014) :
- Melanagromyza prisca
- Melanagromyza tephrias